# Damasus I.

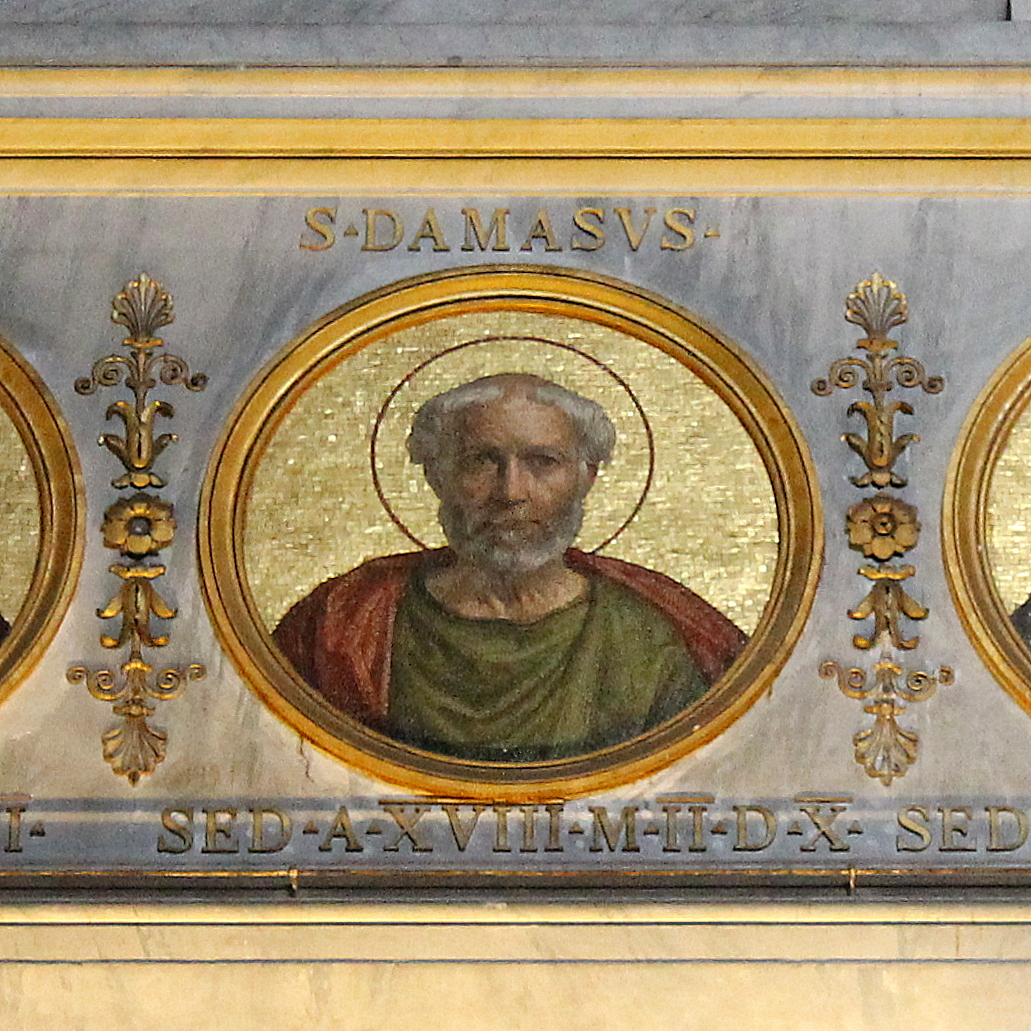
Damasus I., Darstellung in der Basilika Sankt Paul vor den Mauern

Damasus I. (auch Damasius I., lateinisch für „der Diamantene“; * um 305 wahrscheinlich in Lusitanien; † 11. Dezember 384 in Rom) war Bischof von Rom (Papst) vom 1. Oktober 366 bis 11. Dezember 384. Er wurde als Diakon des römischen Bischofs Liberius zum Papst gewählt und nach seinem Tod als Heiliger verehrt.

## Leben
Damasus kam vermutlich als Sohn des Antonius und der Laurentia im heutigen Portugal zur Welt. Bereits sein Vater war Bischof. Später wirkte er in Rom an der Kirche des heiligen Märtyrers Laurentius (San Lorenzo in Panisperna, auch San Lorenzo in Formosa genannt).
Nach dem Tod des Liberius 366 kam es zum Streit um die Besetzung des Amtes eines Bischofs von Rom zwischen Damasus und Ursinus. Obwohl Damasus mit großer Mehrheit gewählt wurde, konnte er sich erst in langwierigen und gewalttätigen Auseinandersetzungen durchsetzen. Auf seiner Seite standen neben normalen Mitgliedern der römischen Christengemeinde und anderen Unterstützern auch Gladiatoren. Über hundert Gegner starben, als die Anhänger des Damasus eine Basilika in Brand setzten. Letztlich brachte die Bestätigung durch den heidnischen Stadtpräfekten Vettius Agorius Praetextatus die Entscheidung zwischen den verfeindeten Lagern. Sein Versuch, beim Kaiser die privilegierte Rechtsstellung des Bischofs von Rom durchzusetzen, scheiterte, doch erhielt er die kirchliche Gerichtshoheit im Westen zugebilligt. Auch symbolisch wurde das Amt des römischen Bischofs zur Zeit von Damasus privilegiert. Er erhielt wie hohe Staatsbeamte das Recht, mit einem Wagen durch Rom zu fahren.
In seiner Zeit bildeten sich Zirkel von Frauen aus Kreisen der römischen Oberschicht, die sich ganz dem Leben für Gott weihten und ihr Vermögen zum Missfallen ihrer Verwandten der Kirche übergaben. Angesichts des noch bedeutenden Einflusses der heidnischen Senatoren vermied es der Bischof, deren Christianisierung energisch voranzutreiben.

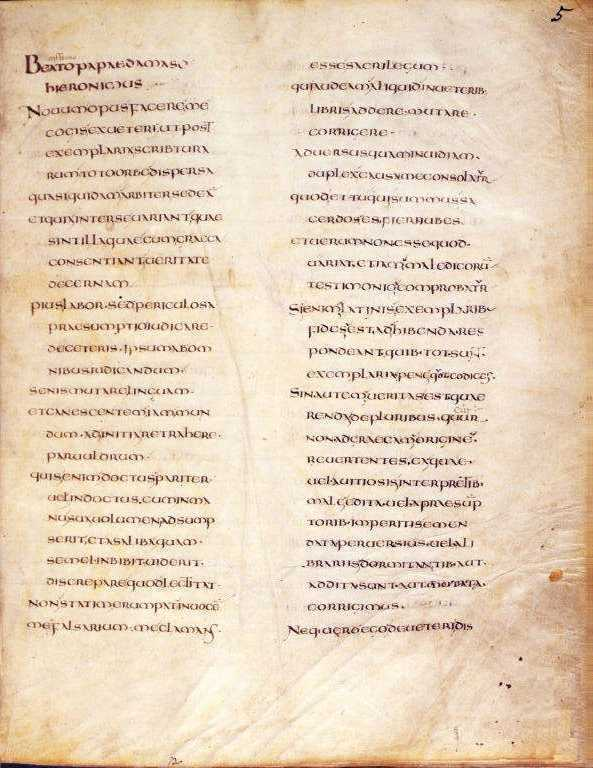
Beginn eines Briefes des Hieronymus an Damasus im Codex Beneventanus, einer Handschrift des 8. Jahrhunderts.

In die Zeit des Bischofs fiel ein Trend zum Lateinischen als Sakralsprache. Damasus beauftragte Hieronymus, der gegen Ende seines Lebens als sein Sekretär fungierte und sich auch um seine offizielle Korrespondenz kümmerte, mit einer neuen Bibelübersetzung ins Lateinische, woraus die so genannte Vulgata wurde. Allerdings dauerte es bis ins Mittelalter hinein, ehe sich diese Übersetzung wirklich allgemein in Rom durchgesetzt hatte.
In die Zeit seines Episkopats fiel die endgültige Beilegung des arianischen Streits zugunsten des nicäanischen Bekenntnisses und gegen den Arianismus. Er verwarf 368 die Haltung der arianischen Bischöfe Valens und Ursacius.
Damasus war um die Erhaltung der altchristlichen Gräber in den Katakomben in Rom bemüht. Er ließ die Gräber früherer Bischöfe und die von Heiligen ausschmücken. Zu seiner Zeit existierte auch bereits eine Liste römischer Bischöfe bis hin zu Petrus. Obwohl genaue Jahreszahlen genannt wurden, war ein Großteil der Daten fiktiv.
Damasus forderte den Zölibat und festigte die Vorrangstellung des Bischofs von Rom, den er als den legitimen Nachfolger des Apostels Petrus verstand. Zu seiner Zeit reichte der Einfluss der römischen Bischöfe erstmals in nennenswerter Weise über Italien hinaus und in Teile der westlichen Reichshälfte hinein. Auch wurden schon Kontakte nach Makedonien geknüpft. Wegen seines Anspruches, auch außerhalb von Italien Autorität auszuüben, betrachtet ihn Bernhard Schimmelpfennig neben seinem Nachfolger Siricius nicht nur als Bischof von Rom, sondern als einen der ersten tatsächlichen Päpste.
Damasus betätigte sich auch als Dichter, neben einigen carmina sind eine Anzahl seiner Epigramme in römischen Inschriften an Gräbern für Märtyrer und andere Christen erhalten, die Damasus von dem bekannten Schönschreiber Furius Dionysius Filocalus anbringen ließ. Während seine Poesie in der älteren Philologie generell wegen „Gedankenarmut, metrischer Fehler und monotonen Stils“ geringgeschätzt wurde, sieht die neuere Forschung sie positiver. Damasus gilt manchen Forschern auch als aussichtsreicher Kandidat auf die Autorenschaft des anonym überlieferten Carmen contra paganos.

## Grabstätte und Gedenken
Sein Grab lag in Rom zunächst an der Via Ardeatina, später wurde es in die Laurentiuskirche im Palast der Cancelleria (San Lorenzo in Damaso) verlegt. Er wird als Heiliger verehrt, sein Namenstag ist der 11. Dezember. Er gilt als Schutzheiliger gegen Fieber.

## Textausgaben
- Maximilian Ihm (Hrsg.): Damasi Epigrammata (Accedunt pseudo-Damasiana aliaque ad Damasiana inlustranda idonea). Teubner, Leipzig 1895.
- Dennis Trout (Hrsg.): Damasus of Rome: The Epigraphic Poetry. Oxford University Press, Oxford 2015, ISBN 978-0-19-873537-3 (Edition der Gedichte des Damasus mit englischer Übersetzung und Kommentar)